# Pornanong Phatlum
Pornanong Phatlum (Chaiyaphum, 4 december 1989) is een Thaise golfprofessional. Ze debuteerde in 2006 op de Ladies Asian Golf Tour en in 2009 op de LPGA Tour.

## Loopbaan
In 2006 maakte Phatlum haar debuut op de Ladies Asian Golf Tour. In haar eerste seizoen won ze als amateur de Hong Kong Ladies Masters. Na die toernooizege werd ze golfprofessional. Later voegde ze nog enkele overwinningen toe aan haar palmares waaronder het Hero Women's Indian Open die ook op de kalender stond van de Ladies European Tour (LET), in 2012.
In 2009 debuteerde ze op de LPGA Tour. In december 2013 behaalde ze met de Omega Dubai Ladies Masters haar tweede zege op de LET.

## Prestaties
Ladies Asian Golf Tour
| Nr. | Datum            | Toernooi                 | Score        | Score | Info        |
| --- | ---------------- | ------------------------ | ------------ | ----- | ----------- |
| 1   | 10 februari 2006 | Hong Kong Ladies Masters | 70-73-73=216 | –3    | Als amateur |
| 2   | 22 februari 2008 | Thailand Ladies Open     | 65-73-70=208 | –8    |             |
| 3   | 26 maart 2008    | DLF Women's Indian Open  | 70-70-72=212 | –4    |             |
| 4   | 27 februari 2009 | DLF Women's Indian Open  | 68-72-68=208 | –8    |             |
| 5   | 23 januari 2011  | Hitachi Ladies Classic   | 69-72-70=211 | –5    |             |
| 6   | 2 december 2012  | Hero Women's Indian Open | 72-65-66=203 | –13   |             |
| 7   | 20 januari 2013  | Hitachi Ladies Classic   | 67-72-71=210 | –6    |             |
| 8   | 12 januari 2014  | Hitachi Ladies Classic   | 70-69-69=208 | –8    |             |

Ladies European Tour
| Nr. | Datum           | Toernooi                   | Score           | Score | Info |
| --- | --------------- | -------------------------- | --------------- | ----- | ---- |
| 1   | 2 december 2012 | Hero Women's Indian Open   | 72-65-66=203    | –13   |      |
| 2   | 7 december 2013 | Omega Dubai Ladies Masters | 68-70-69-66=273 | –15   |      |

Taiwan LPGA Tour
| Nr. | Datum           | Toernooi               | Score        | Score | Info |
| --- | --------------- | ---------------------- | ------------ | ----- | ---- |
| 1   | 23 januari 2011 | Hitachi Ladies Classic | 69-72-70=211 | –5    |      |
| 2   | 20 januari 2013 | Hitachi Ladies Classic | 67-72-71=210 | –6    |      |
| 3   | 12 januari 2014 | Hitachi Ladies Classic | 70-69-69=208 | –8    |      |
| 4   | 11 januari 2015 | Hitachi Ladies Classic | 71-71-72=214 | –2    |      |

Overige
- 2012: HSBC Brasil Cup (onofficeus toernooi van de LPGA Tour)

## Teamcompetities
Professional
- International Crown ( THA): 2014